# Real Irish Republican Army
Die Real Irish Republican Army (‚Wahre Irisch-Republikanische Armee‘; irisch Óglaigh na hÉireann, an Fíor-IRA; RIRA; auch bekannt als Reals oder True IRA) ist eine terroristische paramilitärische Organisation, die ein vereinigtes Irland anstrebt. Die RIRA wurde 1997 nach einer Spaltung in der Provisional Irish Republican Army gegründet. Sie ist eine illegale Organisation in der Republik Irland und wird auch im Vereinigten Königreich, der Europäischen Union und den Vereinigten Staaten als terroristische Vereinigung geführt.
Die RIRA versteht sich als eine direkte Fortsetzung der Irisch-Republikanische Armee (IRA, die Armee der Irischen Republik – 1919–1921), die im Irischen Unabhängigkeitskrieg für die Unabhängigkeit Irlands kämpfte. Wie alle anderen Organisationen, die sich selbst als die IRA bezeichnen, weisen sich die Reals in öffentlichen Bekanntmachungen und intern als Óglaigh na hÉireann (Freiwillige Irlands) aus, diesen irischen Titel tragen jedoch auch die Irischen Streitkräfte (Irish Defence Forces). Seit 1997 kämpfen die Reals, die das Karfreitagsabkommen ablehnen, im Nordirlandkonflikt gegen die britische Armee, die nordirische Polizei und unionistische Milizen. 2012 schloss sich ein großer Teil der Real IRA mit anderen Gruppen zusammen und bildete die Neue IRA.

## Ursprung

### IRA General Army Convention 1997
Die Spaltung der IRA kündigte sich auf der General Army Convention an, einer Geheimtagung, die im Herbst 1997 in Falcarragh, County Donegal, stattfand und bei der die Haltung der IRA und Sinn Féins im Bezug auf den Friedensprozess, der bald darauf zum Karfreitagsabkommen führen sollte, entschieden werden sollte. Auf der Versammlung prangerte der damalige IRA Quartermaster General, Michael McKevitt, der auch ein Mitglied der zwölfköpfigen IRA Executive war, die Führung öffentlich an und rief die Gruppe auf, die Waffenruhe zu beenden und die Teilnahme am nordirischen Friedensprozess aufzukündigen. Er wurde dabei von seiner Ehefrau, Bernadette Sands-McKevitt, unterstützt, die ebenfalls ein Mitglied der IRA Executive war. Das Paar wurde von der übrigen Führung ausmanövriert und isoliert, indem u. a. ein wichtiger Verbündeter der beiden, Kevin McKenna, der damalige IRA-Stabschef, aus dem Armeerat (Army Council) gewählt wurde. Deshalb gelang es Gerry Adams bei dieser Tagung der führenden Aktivisten der Untergrundorganisation, die große Mehrheit der Anwesenden für einen dauerhaften Waffenstillstand zu gewinnen. Die IRA war zu diesem Zeitpunkt mehrere Monate inaktiv geblieben; die IRA-Führung scheute sich jedoch lange, einen offiziellen Waffenstillstand zu erklären, denn während der Waffenruhe von 1975 bis Anfang 1976 hatten die fortgesetzten Aufklärungsmaßnahmen der britischen Geheimdienste die Organisation an den Rand der Auslöschung gebracht.

### Abspaltung der Real IRA
Am 26. Oktober 1997 traten McKevitt und Sands-McKevitt mit einer Reihe anderer Mitglieder aus der IRA Executive aus. Im November 1997 kamen McKevitt und andere IRA-Dissidenten zu einem geheimen Treffen auf einem Bauernhof in Oldcastle, County Meath, zusammen, und eine neue Organisation namens Óglaigh na hÉireann wurde gegründet. Die Organisation zog hauptsächlich abtrünnige Provisionals aus den irisch-republikanischen Hochburgen von South Armagh und Derry an. Es traten jedoch auch ehemalige IRA-Mitglieder aus Dublin, Belfast, Limerick, Tipperary, County Louth, County Tyrone und County Monaghan ein.

## Ziele
Das Hauptziel der RIRA ist ein vereinigtes, katholisches Irland, das mit dem fortgesetzten bewaffneten Kampf gegen die britischen Sicherheitskräfte errungen werden soll, da dieser irgendwann einen britischen Rückzug aus Nordirland erzwinge. Die Organisation lehnt die Mitchell-Prinzipien und das Karfreitagsabkommen ab. Den Weg der Befriedung der Provinz und die Aufhebung der Teilung der Insel allein durch politischen Kampf erklärt sie zum Verrat an den republikanischen Idealen und zum Eingeständnis der Niederlage gegenüber Großbritannien, ebenso wie den Anglo-Irischen Vertrag von 1921, der zur irischen Teilung führte. Sands-McKevitt, die eine Schwester des im Hungerstreik gestorbenen Bobby Sands ist und ein Gründungsmitglied des 32 County Sovereignty Movement war, sagte in einem Interview, dass „Bobby nicht für grenzüberschreitende Institutionen starb. Er starb nicht dafür, dass Nationalisten gleichberechtigte britische Bürger in einem nordirischen Staat sind“. Die RIRA verwendet ähnliche Vorgehensweisen wie die der Provisional IRA in den 1990ern: Sie benutzt hauptsächlich Bombenanschläge in Stadtzentren, um die ökonomische Infrastruktur von Nordirland zu schädigen. Die Organisation versucht zudem, Mitglieder der Sicherheitskräfte mit Landminen, selbstgebauten Mörsern und Autobomben zu töten. Für Ziele auf Großbritannien benutzt sie Brand- und Autobomben, mit denen sie Terror und Zerstörung verbreitet.

## Struktur und Status
Die RIRA hat eine ähnliche Kommandostruktur wie die Provisional IRA. Es gibt einen siebenköpfigen Armeerat (Army Council), bestehend aus einem Chief of Staff, Quartermaster General, Director of Training, Director of Operations, Director of Finance, Director of Publicity und dem Adjutant General. Die normalen Mitglieder operieren in kleinen Zellen, damit die Organisation nicht von Informanten gefährdet wird. Im Juni 2005 sagte der damalige irische Justizminister Michael McDowell dem Dáil Éireann, dass die Organisation maximal 150 aktive Mitglieder habe.
Als politischer Arm der Real IRA gilt das 32 County Sovereignty Movement (ehemals 32 County Sovereignty Committee), das aktuell von Francis Mackey geführt wird. Die RIRA ist von der Continuity IRA, einer anderen Splittergruppe der Provisional IRA (gegründet 1986), unabhängig. Jedoch ist es bekannt, dass beide Gruppen auf lokaler Ebene miteinander kooperieren. Die Provisional IRA steht der RIRA feindlich gegenüber und gab Drohungen gegen RIRA-Mitglieder heraus. Im Oktober 2000 wurde sie von der Familie des Opfers und dem 32-County-Sovereignty-Movement-Mitglied Marian Price für die Erschießung des Belfaster RIRA-Mitgliedes Joe O’Connor verantwortlich gemacht.
Die RIRA ist auf Grund des Gebrauches von ‘IRA’ im Gruppennamen eine illegale Organisation unter britischem (§ 11(1) des Terrorism Act von 2000) und irischem Recht. Die Mitgliedschaft in der Organisation kann unter britischem Recht mit zehn Jahren Gefängnis bestraft werden. 2001 nahmen die USA die RIRA in die Liste ausländischer Terrorgruppen auf. Dies macht es für Amerikaner illegal, die RIRA materiell zu unterstützen. Dazu gehört auch, dass die US-Behörden Konten der Gruppe einfrieren können und angeblichen Mitgliedern der RIRA Visa für die USA verweigern. Im Juli 2012 gab die RIRA bekannt, eine Neue Irish Republican Army (NIRA) formieren zu wollen. Darin sollen sich neben ihrer eigenen Organisation auch die Republican Action Against Drugs (RAAD), Mitglieder aus IRA-Splittergruppen sowie Abtrünnige der Provisionals unter einheitlichen Kommando verbünden. Nach eigenen Angaben sei man damit in der Lage, mit mehreren hundert bewaffneten Freiwilligen verstärkt Druck auf die britischen Sicherheitsorgane ausüben zu können. Die RAAD (eine kriminelle Bürgerwehr aus Derry) sowie die RIRA würden dann nicht mehr als eigenständige Kräfte auftreten. Die rivalisierende Continuity IRA schloss sich der Neuen IRA nicht an.

## Bewaffnung
Die traditionelle Hauptaufgabe des Quartermaster General (Oberster Quartiermeister) ist die Aufsicht über das Waffenarsenal der IRA. Während der Formierung der Splittergruppe nutzte McKevitt seine Erfahrung und zweigte einen Teil des Arsenals der IRA ab. Darunter waren der Plastiksprengstoff Semtex, Uzis, AK-47-Sturmgewehre, Armalite und M16-Gewehre, Detonatoren und Zeitzünder. Außerdem sollen sich der Organisation eine Reihe von Bombenexperten der IRA angeschlossen haben. Dies gab der RIRA die Möglichkeit, Sprengstoff und Mörser, wie z. B. den Mark-15-Mörser („Barrack buster“), der eine 80–100 kg schwere Granate abfeuern kann, selber herzustellen.
Im Jahr 1999 ergänzte die Organisation ihr Equipment mit importierten Waffen aus Kroatien. Die Lieferung beinhaltete den militärischen Sprengstoff TM500, Sa-23-Maschinenpistolen, modifizierte AK-47 Sturmgewehre sowie RPG-18 und RPG-22-Raketenwerfer. Im Juli 2000 versuchte die RIRA eine zweite Ladung von Waffen aus Kroatien zu schmuggeln. Diese konnte jedoch vorher von der kroatischen Polizei sichergestellt werden. Die Ladung enthielt sieben RPG-18, mehrere dutzend AK-47 Sturmgewehre, Detonatoren, Munition und 20 Packungen TM500.
Im Jahr 2001 reisten RIRA-Mitglieder in die Slowakische Republik, um dort Waffen zu erwerben. Die Männer versuchten fünf Tonnen Plastiksprengstoff, 2.000 Detonatoren, 500 Handfeuerwaffen, 200 Panzerfäuste sowie ferngesteuerte Lenkraketen und Scharfschützengewehre zu kaufen. Sie wurden jedoch mithilfe des britischen Geheimdienstes MI5 verhaftet und an das Vereinigte Königreich ausgeliefert, wo man sie schuldig sprach und zu 30 Jahren Gefängnis verurteilte. Mehrere Waffen konnten trotzdem eingeschmuggelt werden: Teile dieser Lieferungen wurden in Nordirland durch Polizei und britische Armee sichergestellt.
Im Juni 2006 führte die PSNI eine Reihe von Verhaftungen durch, nachdem die RIRA versucht hatte, Semtex, C-4-Plastiksprengstoff, SA-7-Flugabwehrraketen, AK-47-Sturmgewehre, Granatwerfer, schwere Maschinengewehre, Scharfschützengewehre, Pistolen mit Schalldämpfern, Panzerabwehrraketen und Detonatoren aus Frankreich zu bekommen.

## Anschläge
(unvollständige Auflistung bekannter Attentate)
Die Organisation ist für eine Reihe von Anschlägen in Nordirland und England verantwortlich.
- 15. August 1998: Der Bombenanschlag von Omagh tötete 29 Menschen.
- 7. März 2009: Die „Wahre IRA“ bekannte sich zu einem Anschlag, bei dem zwei britische Soldaten in einer Kaserne nahe Belfast, Grafschaft Antrim getötet wurden.[30] Als Tarnung folgten die Attentäter einem Pizzaboten, beim Schusswechsel wurden weitere Soldaten und Zivilisten schwer verletzt. Das Bekennerschreiben an eine Tageszeitung in Dublin ließ eine eindeutige Verifikation zu. IRA-Dissidenten versuchen seit langem, den fortschreitenden Friedensprozess in Nordirland und die Allparteien-Regierung durch Anschläge zu destabilisieren.[31]
- 12. April 2010: Ein gekapertes Taxi mit einem Sprengsatz wurde vor einer britischen Kaserne in der Grafschaft Down zur Explosion gebracht und verletzte eine Person. In dem Gebäude befindet sich auch eine Abteilung des Inlandsgeheimdienstes Security Service (MI 5).[32]
- 2. April 2011: In der nordirischen Stadt Omagh wurde bei einem Bombenanschlag ein 25-jähriger Polizist getötet. Der Sprengsatz explodierte unter dem Auto eines seiner Familienmitglieder.
- 27. Juli 2012: RIRA-Kämpfer feuerten mit Granatwerfern und Maschinengewehren auf einen PSNI-Landrover in Belfast, wobei sie die Insassen leicht verletzten.[33]
- 1. November 2012: Mitglieder der New IRA erschossen den Wachmann David Black auf dem Weg zum Hochsicherheitsgefängnis Maghaberry. Es war der erste Mord seit der Neugründung der New IRA.[34]
- 19. Januar 2019: In der nordirischen Stadt Derry explodierte eine Autobombe vor dem Gerichtsgebäude; Menschen kamen nicht zu Schaden. Die britische Polizei verhaftete am Folgetag zwei mutmaßliche Täter und machte entweder die RIRA oder die Neue IRA, die sich 2012 von der RIRA abgespalten hat, für den Anschlag verantwortlich.[35]
- 18. April 2019: Bei schweren Ausschreitungen mit Polizisten in der nordirischen Stadt Derry wurde die Journalistin Lyra McKee angeschossen und verstarb anschließend im Krankenhaus. Die Neue IRA bekannte sich zu dem Anschlag.[36]